# Конарското
Конарското (болг. Конарското) — село в Болгарии. Находится в Габровской области, входит в общину Трявна.

## Политическая ситуация
Конарското подчиняется непосредственно общине и не имеет своего кмета.
Кмет (мэр) общины Трявна — Драгомир Иванов Николов (независимый) по результатам выборов в правление общины.